# جايسون كيلسي
خطأ لوا في mw.text.lua على السطر 25: bad argument #1 to 'match' (string expected, got nil).
جيسون دانيال كيلسي (من مواليد 5 نوفمبر 1987) هو لاعب كرة قدم أمريكي لفريق فيلادلفيا إيجلز التابع للرابطة الوطنية لكرة القدم. 

## نشأته وحياته
ولد جايسون كيلسي في 5 نوفمبر 1987 في غرينفيل، التحق بمدرسة كليفلاند هايتس.

## روابط خارجية
- jasonkelceعلى تويتر.
- فيلادلفيا ايجلز بيو
- جامعة سينسيناتي